# Kulomet

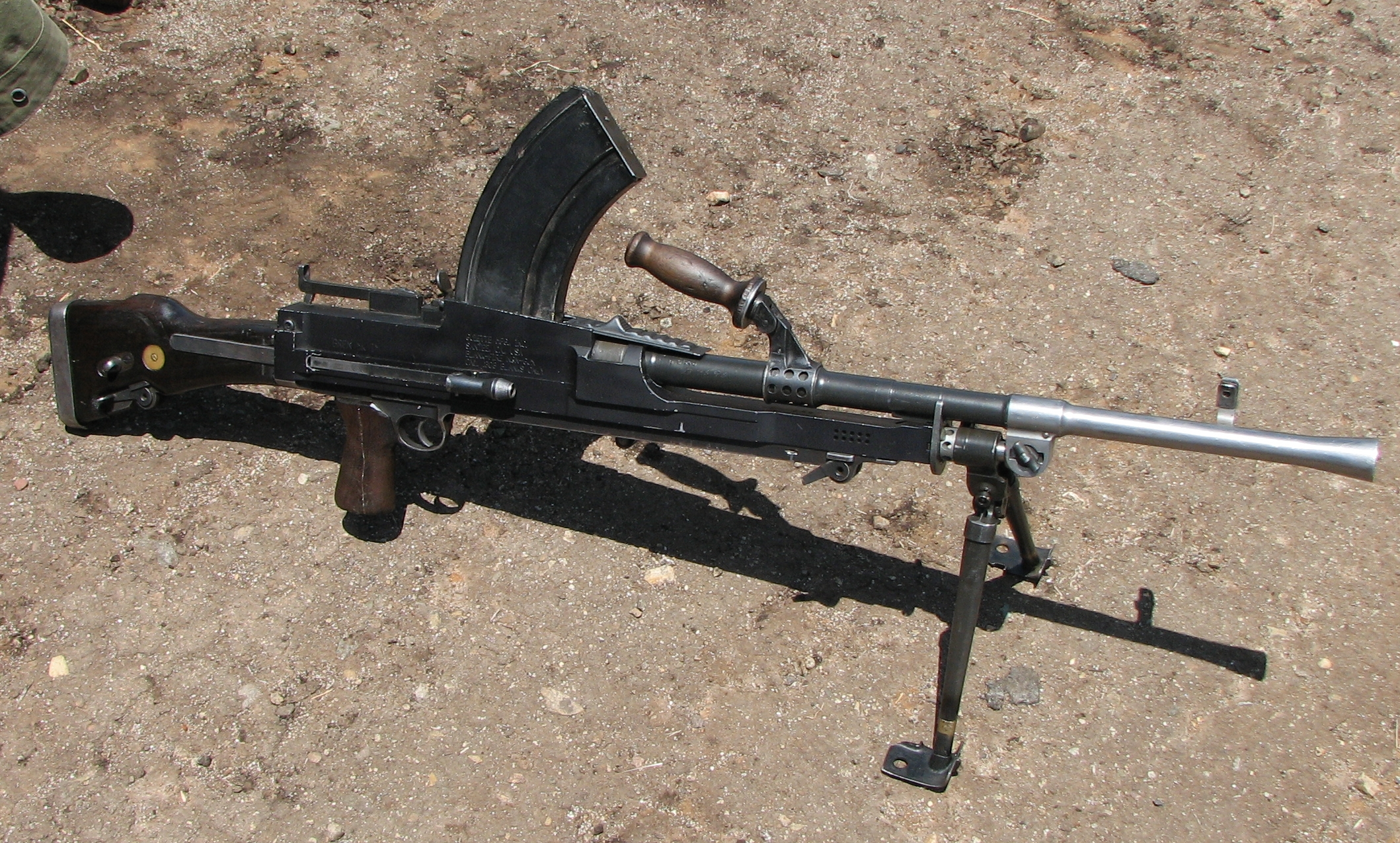
Lehký kulomet BREN

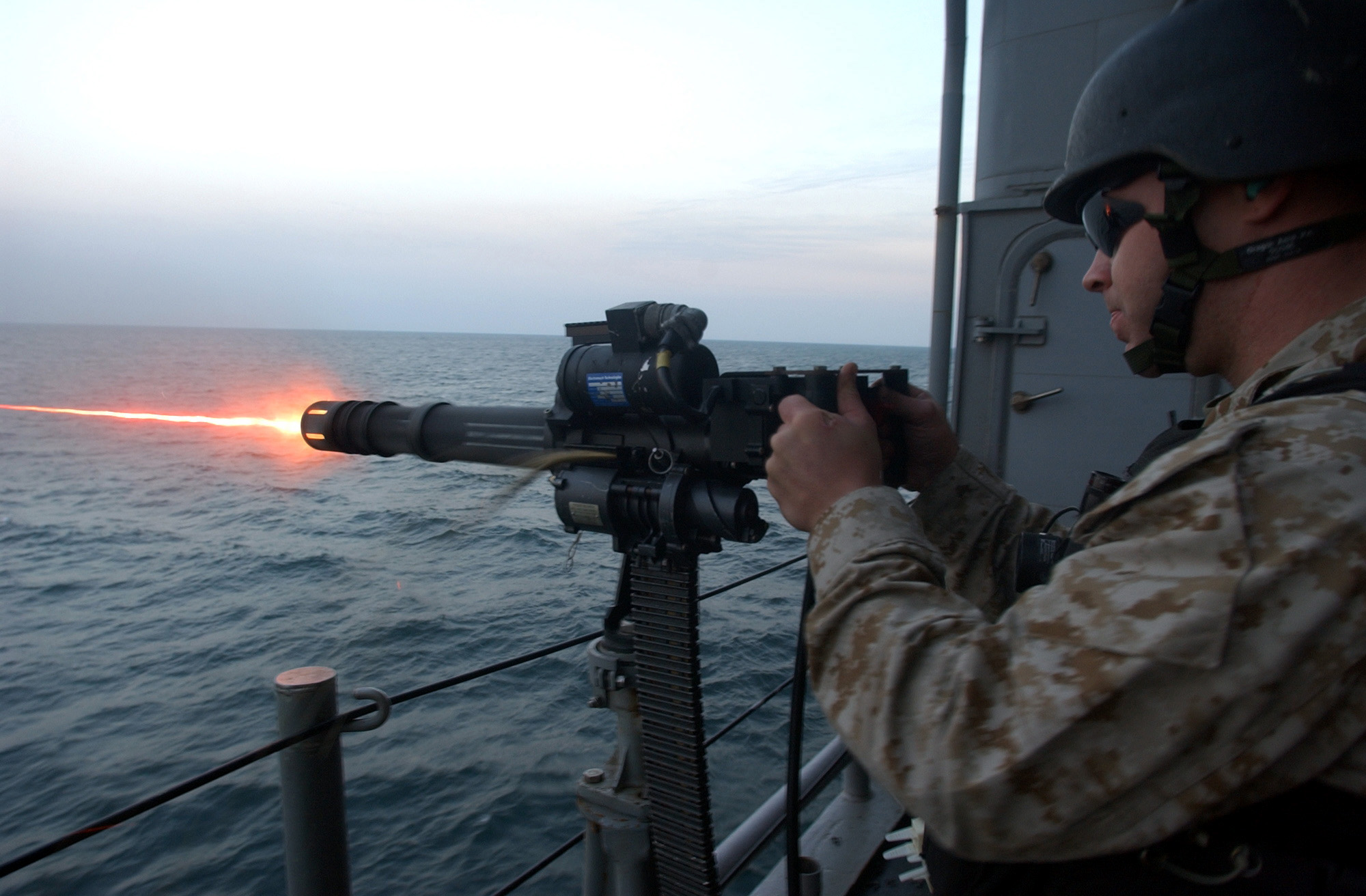
Těžký kulomet GAU-17/A

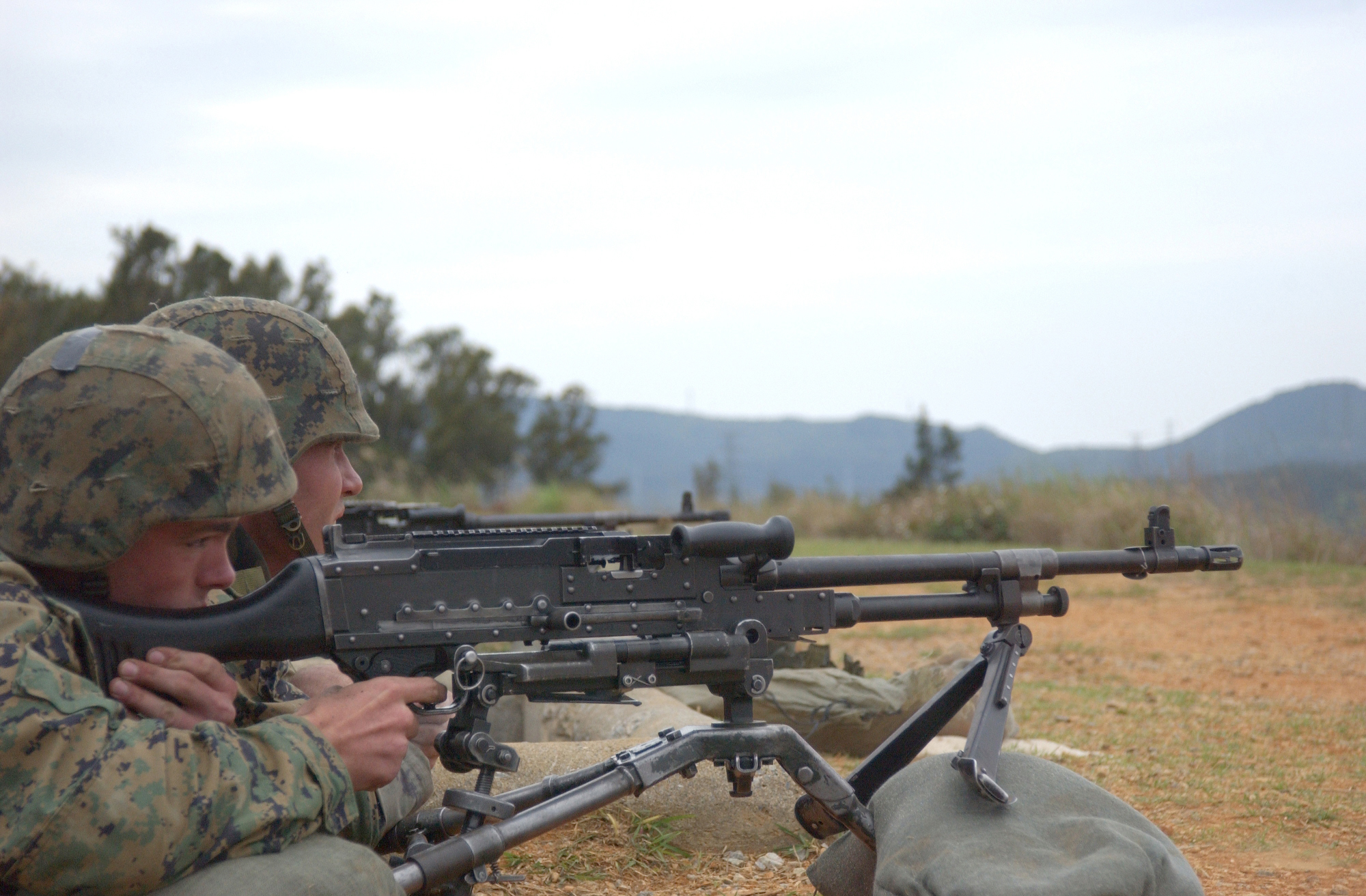
Kulomet M240G ve výzbroji armády Spojených států amerických

Kulomet (starším českým názvem též strojní puška, lidově mašinkvér z německého „Maschinengewehr“) je automatická palná zbraň používající většinou puškové náboje, sloužící k ničení živé síly a lehké techniky nepřítele střelbou převážně dávkami. Od samopalu se liší typem nábojů, od útočné pušky větší velikostí a kapacitou, takže může být používán jako ruční zbraň omezeně a spíš slouží ke střelbě s oporou nebo je montován do vojenské techniky, například do terénních automobilů, obrněných vozidel a tanků, ale i vrtulníků a letadel.
Kulomety mají různou kadenci. Vysokokadenční MG 42 má teoretickou kadenci cca 1 500 ran/min., kulomet BREN cca 600 ran/min. a u některých kulometů byla kadence regulovatelná (Gorjunov a další). Jejich dostřel je srovnatelný s dostřelem ručních palných zbraní stejné ráže a délky hlavně.
Kulomety zásadním způsobem změnily průběh bojů. Taktika hromadných útoků sevřených oddílů jezdectva či pěchoty, využívaná před jeho vynálezem, se na konci devatenáctého století ukázala jako zcela sebevražedná. Palebná převaha kulometu měla za následek jejich zastavení a zmasakrování. Malá jednotka mohla zastavit i mnohem početnějšího nepřítele. Vzhledem k snadné konstrukci kulometu došlo záhy k jeho rozšíření mezi většinu armád světa. To způsobilo v I. světové válce vznik tzv. poziční či zákopové války, ve které neměla žádná armáda možnost prorazit kulometnou přehradu.

## Vznik a vývoj
Na kulomet obdržel patent již v roce 1718 James Puckle, který uváděl svůj kulomet jako jednohlavňovou pušku s otáčivým zásobníkem a křesadlovým zámkem, která byla poháněna ruční klikou.
Kulomet poháněný klikou byl vynalezen roku 1861 Richardem Gatlingem. Vzhledem k ručnímu pohonu se sice nejednalo o automatickou zbraň v pravém slova smyslu, ale i přes to se stal důležitým předchůdcem kulometu. V roce 1883 Hiram Stevens Maxim sestrojil nový typ rychlopalné zbraně, který využil zpětného rázu výstřelů k nabíjení, vyhazování prázdných nábojnic a podání nových nábojů. Sestrojil tak první automatickou zbraň na světě, kulomet Maxim (1883).
Dnes jsou kulomety součástí výzbroje všech armád a staly se nedílnou součástí boje. Jsou schopny poskytnout silnou palebnou podporu jak pěchotě, tak i obrněným složkám. Kulomety jsou vyráběny v mnoha variantách a s mnoha doplňky. Pro lepší stabilizaci kulometu při palbě byly vyvinuty dvojnožky, trojnožky a kolové (podvozkové) lafetace, které jsou součástí kulometu. Kulomet bývá zásobován pomocí kulometných pásů, ve kterých jsou připraveny náboje, nebo ze zásobníků ať už schránkových, diskových nebo bubnových. Některé kulomety umožňují střelbu ze zásobníku anebo i z pásu (čs. kulomet vz. 52/57). U některých typů jsou pásy volně dávány do kulometu, v jiných případech jsou v předpřipravených schránkách, z nichž je nábojový pás vytahován.

## Dělení kulometů

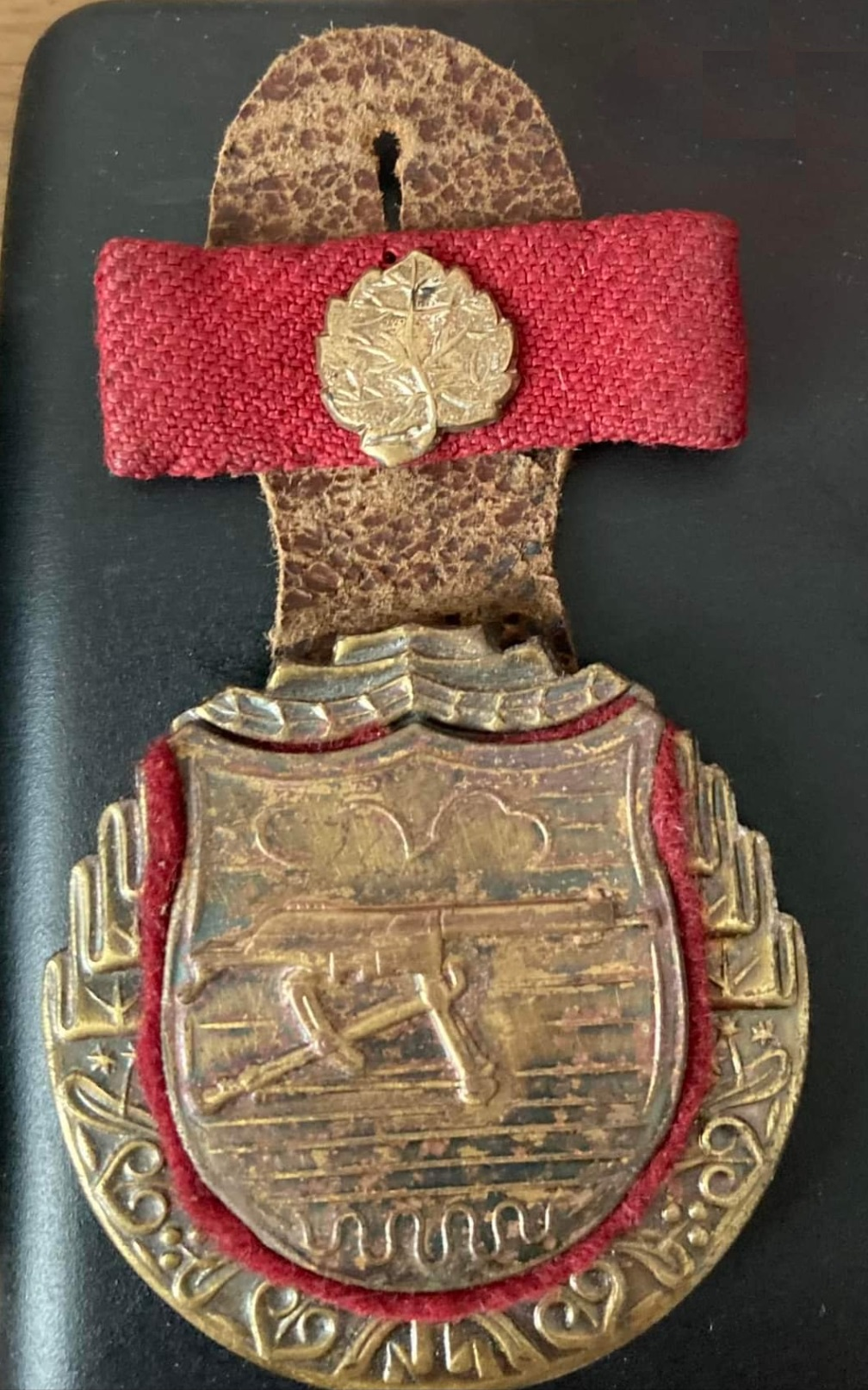
Výkonnostní odznak pro střelce z těžkého kulometu. Udělovaný v Československu, okolo let 1948–1950.

### Podle použití v boji
- pěchotní
- lafetované v technice (tankové, letecké) apod.
- lehké kulomety – jeden člověk je bez problémů může přepravovat, obsluha většinou dva vojáci (střelec a nabíječ)
- univerzální kulomety – zbraň která umožňuje plnit funkce jak lehkého tak těžkého kulometu. V případě použití jako lehký kulomet je umístěna na dvojnožce a používá zásobník, nebo schránku na pás upevněnou na zbraň (většinou s kapacitou 50 nábojů). V případě použití jako těžký kulomet je umístěn na trojnohou lafetu a v některých případech opatřen těžší hlavní. Zásobování se provádí pásy umístěnými v externích schránkách s kapacitou většinou 250 nábojů. První univerzální kulomet byl německý MG34, v současné době je většina kulometů ráže 7,62 mm používaných v armádách západu univerzálních (např. v britské armádě FN MAG, M240 v armádě USA, MG3 v armádě Německa, a UK vz. 59 v armádě ČR), v případě lehkého provedení obsluha 2 vojáci (střelec a nabíječ), v případě použití jako těžký kulomet obsluhuje zbraň 3 a více vojáků (zásobování municí při nepřetržité palbě, přenášení rezervních hlavní aj.)
- těžké kulomety – jsou buď konstruované na větší ráži (12,7 mm, 14,5 mm aj. převážně již lafetované) nebo na běžný pěchotní náboj, ale jsou daleko masivněji konstruovány (pro režim trvalé palby) kvůli zpomalení zahřívání oproti lehkým kulometům, mají také větší stabilitu při palbě aj. Např. pro lehký kulomet ZB 26 a jeho klony je doporučena výměna hlavně po vypálení 200 ran nepřetržitou střelbou. V československém předválečném opevnění byla za účelem chlazení horkých hlavní těžkých i lehkých kulometů připravena korýtka s vodou. U moderních kulometů bývá výměna hlavně velmi rychlá (5–8 sekund) bez nutnosti rektifikace mířidel (neplatí bez výjimek). Dostřel kulometů je zásadně ovlivněn délkou hlavně. Z tohoto faktu vyplývá, že kulomet s hlavní stejně dlouhou jako je hlaveň pušky má se stejným střelivem srovnatelný dostřel.

### Nejpoužívanější ráže
- 5,56 × 45 mm NATO
- 7,62 × 54 mm R
- 7,62 × 51 mm NATO
- 7,92 × 57 mm Mauser
- 12,7 × 99 mm NATO
- 12,7 × 108 mm
- 14,5 × 114 mm

### Dle způsobu chlazení
- Chlazené vodou – Staré typy, voda je umístěna v nádrži okolo hlavně.
- Chlazené vzduchem – Modernější typy.

## Příklad kulometu
- univerzální kulomet vzor 59
  - 50–150 nábojů
  - ráže 7,62 x 54R
  - dostřel 4 800 m
  - účinný dostřel 4 000 m

- kulomet DŠKM 38/46
  - 50 nábojů
  - ráže 12,7 x 107mm
  - dostřel 7 000 m
  - účinný dostřel 3500 m

- lehký kulomet ZB 26,
  - zásobník 20 nábojů,
  - ráže 7,92 Mauser (8 x 57 JS),
  - váha 8,8 kg,
  - hledí 200–2 000 m